# Lutgart Simoens

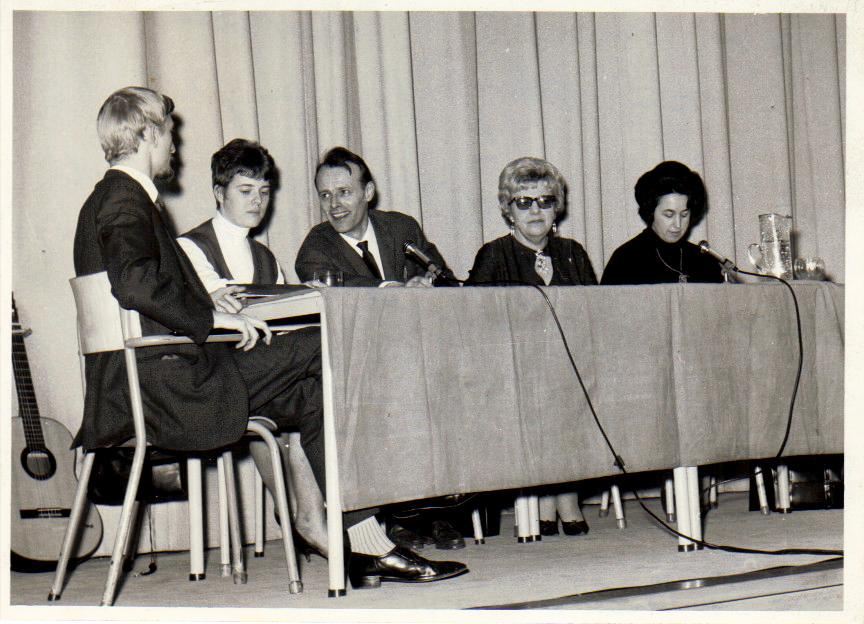
Lutgart Simoens (uiterst rechts) met o.a. Ke Riema en Jos Baudewijn

Lutgartdis (Lutgart) Maria Simoens (Ieper, 25 mei 1928 – Wilrijk, 15 november 2020) was een Vlaamse radio-omroepster, vooral bekend om haar verzoekprogramma Vragen staat vrij op BRT 2 Omroep Antwerpen (tegenwoordig Radio 2) dat ze ongeveer 23 jaar presenteerde. Daarnaast verzorgde zij ook elke vrijdagvoormiddag het populaire radioprogramma Platenpoets waarin zij onder meer haar wekelijks weerpraatje had met Armand Pien. Lutgart Simoens was een van de populairste radiocoryfeeën in Vlaanderen en verkreeg mede hierdoor de bijnaam "De Engel van Vlaanderen".

## Levensloop

### Jeugd
Lutgart Simoens werd geboren in een gezin met ruime culturele belangstelling. Haar vader was voorzitter van het Davidsfonds en nodigde alle vooraanstaande Vlamingen uit die tijd uit voor lezingen. Deze mensen, waaronder Felix Timmermans en Flor Peeters bleven ook overnachten. Haar moeder was een van de eerste afgestudeerden van de sociale hogeschool voor vrouwen in Brussel. Zij had de gewoonte de boeken die ze las in een vereenvoudigde versie aan haar kinderen te vertellen en op een groot bord uit te tekenen. Simoens herinnert zich jaren later nog dat ze teleurgesteld was dat Jan de Hartogs boek Hollands Glorie niet half zo boeiend was als ze uit haar moeders mond gehoord had.

### Carrière
Na haar middelbare school moest Simoens gaan werken. In 1944 werd het pasgebouwde huis van haar ouders vernield tijdens het bombardement van Kortrijk en hierdoor was er niet genoeg geld om verder te studeren. Hierom trachtte ze in haar tantes apotheek wat bij te leren. Een van de handigste dingen die ze er leerde was handschriften ontcijferen, wat haar later van pas zou komen in Vragen Staat Vrij als ze brieven moest lezen. Simoens interesses gingen toen al uit naar de radio (ze bewonderde Marnix Gijsens programma De Stem uit Amerika) en ze kon via een examen bij het toenmalige NIR (tegenwoordig de VRT) aan de slag gaan.

### Radiocarrière
Simoens werkte eerst in Kortrijk en later aan het Flageyplein in Brussel.
Kort hierop huwde ze met een Antwerpenaar en na de geboorte van haar eerste kind werd ze overgeplaatst naar Omroep Antwerpen. Hier leerde ze allerlei stijlen muziek kennen en appreciëren en presenteerde ze zowel vanuit musea als uit volkstheaters.
Simoens betreurde het nog lange tijd dat men in de jaren 70 muziekgenres meer per zender begon te verdelen in plaats van de variatie op de zender zelf te behouden. Zelf interviewde ze voor Toppers Voor Tieners popsterren als Mick Jagger en Cliff Richard.
Simoens bleef op aanraden van haar man werken, ook toen ze uiteindelijk vijf kinderen hadden.

#### Vragen Staat Vrij
Simoens presenteerde het verzoekprogramma, "Vragen staat vrij", voor het eerst in 1969. Het programma was iedere zondagavond te horen en bood luisteraars de mogelijkheid per brief een liedje aan te vragen voor een speciale gelegenheid. Dankzij haar zou het een van de meest beluisterde radio-uitzendingen in Vlaanderen worden.

#### Platenpoets
Een ander bekend radioprogramma van Simoens was Platenpoets (1975-1990), een muzikaal verzoekprogramma dat op vrijdagochtend werd uitgezonden en ze met Etienne Smet presenteerde.
Het hoogtepunt uit haar carrière vormde het interview dat ze in 1984 voor dit programma met koningin Fabiola mocht voeren. In de jaren na dit vraaggesprek mocht Simoens wel eens met Koningin Fabiola mee als haar eredame. Een eredame van de koningin vergezelt de koningin bij publieke evenementen. De eredame weet iets af van het onderwerp van de te bezoeken plek. 

### Na haar pensioen
In 1993 ging ze met pensioen. Amper twee maanden later verongelukte haar jongste kleinkind en een jaar later overleed haar man aan kanker, waardoor Simoens lange tijd depressief werd en ongeïnteresseerd in het leven. Haar zus wist haar er uiteindelijk weer bovenop te halen door haar vroegere interesses weer aan te wakkeren.
Na het overlijden van haar echtgenoot vond ze na enige tijd opnieuw liefdesgeluk bij Marcel Imler. Vanaf dan verbleef zij afwisselend in hun appartement te Blankenberge en in haar woning te Edegem. Op 4 juni 2014 moest Simoens afscheid nemen van haar levenspartner.
In 2005, ter gelegenheid van 75 jaar Vlaamse radio, presenteerde Simoens eenmalig samen met haar opvolgster Kim Debrie Vragen staat Vrij als duo.
In 2018 ontving ze een Ereteken van de Vlaamse Gemeenschap. In oktober 2018 werd ze ereburger van Edegem omdat ze er bijna 60 jaar woonde.
In haar laatste maanden pleitte ze nog voor het toestaan van euthanasie voor mensen die vinden dat hun leven voltooid is, echter niet met de bedoeling er zelf gebruik van te maken.

### Overlijden
Op 16 november 2020, een dag na haar overlijden, zond Radio 2 als eerbetoon een speciale editie van het programma De Pré Historie uit. Daarin was een door haarzelf nog ingesproken afscheidsbrief te horen.

## De Engel Van Vlaanderen
Lutgart Simoens staat bekend als "De Engel van Vlaanderen". Ze verkreeg deze bijnaam dankzij haar medewerking aan het zeer populaire Nederlandse radioprogramma van de NOS op de nationale publieke popzender Hilversum 3; "De Avondspits" van oktober 1978 t/m maart 1979. Diskjockey Frits Spits gebruikte deze bijnaam. Simoens gaf in de radiouitzending tussen 18:00 en 19:00 uur dagelijks luchtig commentaar. De bijnaam bleef hangen in de pers, omdat Simoens in feite even barmhartig als een engel was als ze het lief en leed van haar en van Frits Spits zijn luisteraars aanhoorde.

## In populaire cultuur
- Ze wordt vermeld in het Suske en Wiskealbum De Krimson-crisis (1988). Iemand merkt op dat het misschien gaat regenen vlak voor hun veldslag. Zijn kameraad merkt op dat "Lutgart Simoens dat wel even vraagt aan Armand Pien in "Platenpoets"."
- Eind 1989 maakte ze een liedje met als titel Liedje voor de luisteraar. Ze trad hier ook mee op in het programma Tien om te zien.
- In 2005 eindigde ze op nr. 155 in de Vlaamse versie van De Grootste Belg.
- Bron toevoegen : 'groen licht (25)' (column van Thierry Missiaen): voor een babbel met Lutgart (op Radiovisie.eu) : https://radiovisie.eu/groen-licht-voor-een-babbel-met-lutgart-25/?highlight=lutgart%20simoens

Huidig (anno 2022):
Luc Appermont · Cara Cobbaert · Anja Daems · Sandra Deakin · Karolien Debecker · Kim Debrie · Peter De Groot · Lars De Groote · Guy De Pré · Chris Dusauchoit · Dirk Ghijs · Peter Hermans · Wouter Landuyt · Filip Ledaine · Daan Masset · Caren Meynen · Sven Pichal · Marc Pinte · Harald Scheerlinck · Siska Schoeters · Benjamien Schollaert · Showbizz Bart · Sharon Slegers · Jo Van Damme · Niels Vandeloo · Sonny Vanderheyden · Cathérine Vandoorne · Christel Van Dyck · Ruben Van Gucht · Iris Van Hoof · Vanessa Vanhove · Britt Van Marsenille · David Van Ooteghem · Peter Verhulst · Dirk Vlaeyen · Pascal Vranckx · Albrecht Wauters
Voormalig:
Luk Alloo · Johan Anthierens · Nand Baert · Erik Baeyens · Wim Bary · Jos Baudewijn · Flor Berckenbosch · Marcel Beerten · Wilfried Bertels · Marc Brillouet · Els Broeckmans · Fred Brouwers · Edwin Brys · Ro Burms · Walter Capiau · Annemie Coppieters · Harry Creemers · Karel Daerden · Christoff · Conny De Boos · Hein Decaluwé · Jessie De Caluwe · Jo met de Banjo · Gust De Coster · Martin De Jonghe · Paula De Meulder · Els De Vuyst · Frank Dingenen · Michel Follet · Jacky Geerts · Jos Ghysen · Margriet Hermans · Irene Houben · Michel Ilsen · Rita Jaenen · Chris Jonckers · Tante Kaat · Luk de Laat · Jo Leemans · Leki · Kathy Lindekens · Kris Luyten · Micha Marah · Betty Mellaerts · Kaat Mendonck · Freek Neirynck · Line Ooms · Sven Ornelis · Katrien Palmers · Gerard Pollet · Julien Put · Hugo Raspoet · Niko Reynaert · Luk Saffloer · Karel Segers · Lennart Segers · Lutgart Simoens · Rudi Sinia · Dirk Somers · Dré Steemans · Jan Theys · Gene Thomas · Wiet Van Broeckhoven · Marc Van den Hoof · Dieter Vandepitte · Karin Van den Berghe · Thomas Van der Spiegel · Kurt Van Eeghem · Wim Van Gansbeke · Els Van Herzeele · Ilse Van Hoecke · Bert Van Molle · Jan Van Rompaey · Paula Van Wilder · Louis Verbeeck · Karel Vereertbruggen · Herwig Verhovert · Luc Verschueren · Johan Verstreken · Tom Vossen · Eddy Wally · Niels William · Edwin Ysebaert · Zaki